# ستاره ایران (روزنامه)
ستاره ایران روزنامه‌ای است که در سال ۱۳۳۳ هـ. ق ۱۲۹۴  خورشیدی به مدیری و سردبیری میرزا حسین‌خان صبا ملقب به کمال‌السلطان تأسیس و منتشر شده‌است. این روزنامه همه روزه به غیر از ایام تعطیل منتشر می‌گردید. پس از درگذشت میرزا حسین‌خان صبا، انتشار این روزنامه متوقف نشد و به مؤسسی وی و صاحب امتیازی ابوالقاسم اعتصام‌زاده تا اواخر سال ۱۳۰۶ به انتشار خود ادامه داد. با تأسیس روزنامه «ستاره جهان» توسط اعتصام‌زاده عملاً روزنامه «ستاره ایران» تعطیل شد.

## محتوای روزنامه
قبل از کودتای اسفند ۱۲۹۹ روزنامه «ستاره ایران» در ۱۲۹۶  ارگان حزبی نوین بنام  «تشکیلات ضد تشکیلی» گروهی از حزب دموکرات به رهبری «سید محمد کمره ای» بود ، و پس از آن روزنامه‌ای مخالف و منتقد رضاخان بود. شماره ۱۵۰ سال نهم «روزنامه ستاره» در تاریخ دوشنبه ۱۱ شعبان ۱۳۴۲ هـ. ق مطابق با ۲۷ حوت [اسفند] ۱۳۰۳ در شش صفحه به صورت چاپ سربی یا قطع بزرگ منتشر گردید. در بالای سرمقاله این شماره از روزنامه، عکسی از شیخ محمد خیابانی چاپ شده بود و در زیر آن این سطور درج گردیده بود: «مرحوم خیابانی در تاریخ سه شنبه سلخ ذی الحجه الحرام ۱۳۳۸ در اثر نهضت انقلابی آذربایجان که در زیر خاکستر آن آتش مقدس جمهوری مخفی بود به قتل رسید و قلوب آزادیخواهان را مجروح نمود.» سپس خلاصه‌ای از سخنرانی شیخ محمد خیابانی با عنوان «شاه به کجا می‌رود» در همین شماره درج شده بود.

## وقایع روزنامه
رضاخان که از طریق کودتا وارد عرصه سیاسی کشور شده بود و در آن زمان مقام وزارت جنگ را بر عهده داشت، از سوی این روزنامه با انتقاداتی مواجه گردید. از آنجا که رضاخان تحمل شنیدن صدای مخالف و منتقدی را نداشت، اقدام به تنبیه میرزا حسین‌خان صبا مدیر روزنامه «ستاره ایران» نمود و با دست‌های خود مدیر روزنامه را کتک زد. این واقعه در سطح جامعه و جراید آن دوران انعکاس قابل توجهی داشت، و منجر به تعطیلی موقت روزنامه «ستاره ایران» گردید.
وابسته نظامی آمریکا در ایران ضمن تشریح کتک زدن رضاخان به مدیران روزنامه‌ها، به توقیف سریع روزنامه‌های تهران نیز اشاره می‌کند: «از وقتی که رضاخان به مقام رئیس‌الوزرایی رسیده‌است [اکتبر ۱۹۲۳] چندین روزنامه عمده تهران توقیف شده و برخی دیگر نیز کاملاً ساقط شده‌اند. با سر کار بودن رژیم کنونی، انتظار نمی‌رود که از سی و چند روزنامه فارسی‌زبانی که در طول دو سال گذشته شروع به کار کرده‌اند، بیشتر از ۱۰تای عمده‌شان هم بتوانند به کار ادامه بدهند. می‌توان فرض کرد روزنامه‌هایی هم که باقی می‌مانند فقط به لطف طرفداری از رضاخان یا شاید هم عدم انتقاد از دولت بتوانند به کار ادامه بدهند.»
برای دومین بار «ستاره ایران» در ژوئیه سال ۱۳۰۲ تعطیل شد.
در جریان جمهوریخواهی رضاخانی نیز روزنامه «ستاره ایران» نقش قابل ملاحظه‌ای در تاریخ مطبوعات ایران ایفا نمود و از جمله جرایدی بود که صدا در صدای رضاخان انداختند و غوغای جمهوریخواهی را به پا کردند.

## دوره‌های انتشار
روزنامه «ستاره ایران» تا پایان عمر میرزا حسین‌خان صبا در سال ۱۳۰۳ منتشر می‌شد. درگذشت وی موجب تعطیلی روزنامه نشد و شورای عالی فرهنگ در ۱۵ حوت ۱۳۰۳ هـ. ش امتیاز آن را به نام ابوالقاسم اعتصام‌زاده تصویب نمود. براین اساس از تاریخ ۲۱ جدی ۱۳۰۳ هـ. ش روزنامه ستاره ایران به مؤسسی حسین‌خان صبا و صاحب امتیازی اعتصام زاده منتشر شد.

این روزنامه در دوره جدید انتشار خود ابتدا هفته‌ای ۵ شماره منتشر می‌شد. از اول مرداد ۱۳۰۶ هـ. ش در ورود به سیزدهمین دوره از انتشار خود هر هفته شش شماره منتشر می‌شد. شماره ۹۸ سال یازدهم ستاره ایران به مؤسسی حسین‌خان صبا و مدیر مسئولی ابوالقاسم اعتصام زاده به همان سبک و سیاق سابق در چهار صفحه منتشر شده‌است.

مندرجات دوره جدید روزنامه «ستاره ایران» به صاحب امتیازی اعتصام زاده به این صورت بود که پس از درج سرمقاله، مقالات مختلف مربوط به اوضاع داخلی و سیاست خارجی و اخبار داخلی و خارجی درج می‌شد. به صورتی که صفحات دوم و سوم غالباً مربوط به اخبار داخلی و خارجی و در صفحه چهار اعلانات دولتی و غیردولتی چاپ می‌شد. هرچند سرمقاله دوره جدید روزنامه به تندی سرمقاله‌های سابق نبود.
روزنامه «ستاره ایران» تا اواخر سال ۱۳۰۶ ه‍.ش منتشر می‌شد و با تأسیس روزنامه ستاره جهان توسط ابوالقاسم اعتصام‌زاده در اوایل سال ۱۳۰۷ ه‍.ش عملاً روزنامه «ستاره ایران» تعطیل گردید.